# Crash van de Lijster
De crash van de Lijster vond plaats op 9 december 1936 in de Britse plaats Croydon. Hierbij kwamen vijftien van de zeventien inzittenden om het leven.
De Lijster was een in april 1935 aan de KLM afgeleverde DC-2 met vliegtuigregistratienummer PH-AKL.

## Het ongeluk
De DC-2 was op weg van Croydon Airport naar Schiphol en steeg op in een zeer dichte mist, met een zicht van nog geen vijftig meter. Meteen na het opstijgen raakte het vliegtuig uit de koers, raakte de schoorsteen van een huis dat zich niet ver van de startbaan bevond, en stortte vervolgens neer in een leegstaand huis. Het toestel vloog daarop in brand.

## Passagiers en bemanning

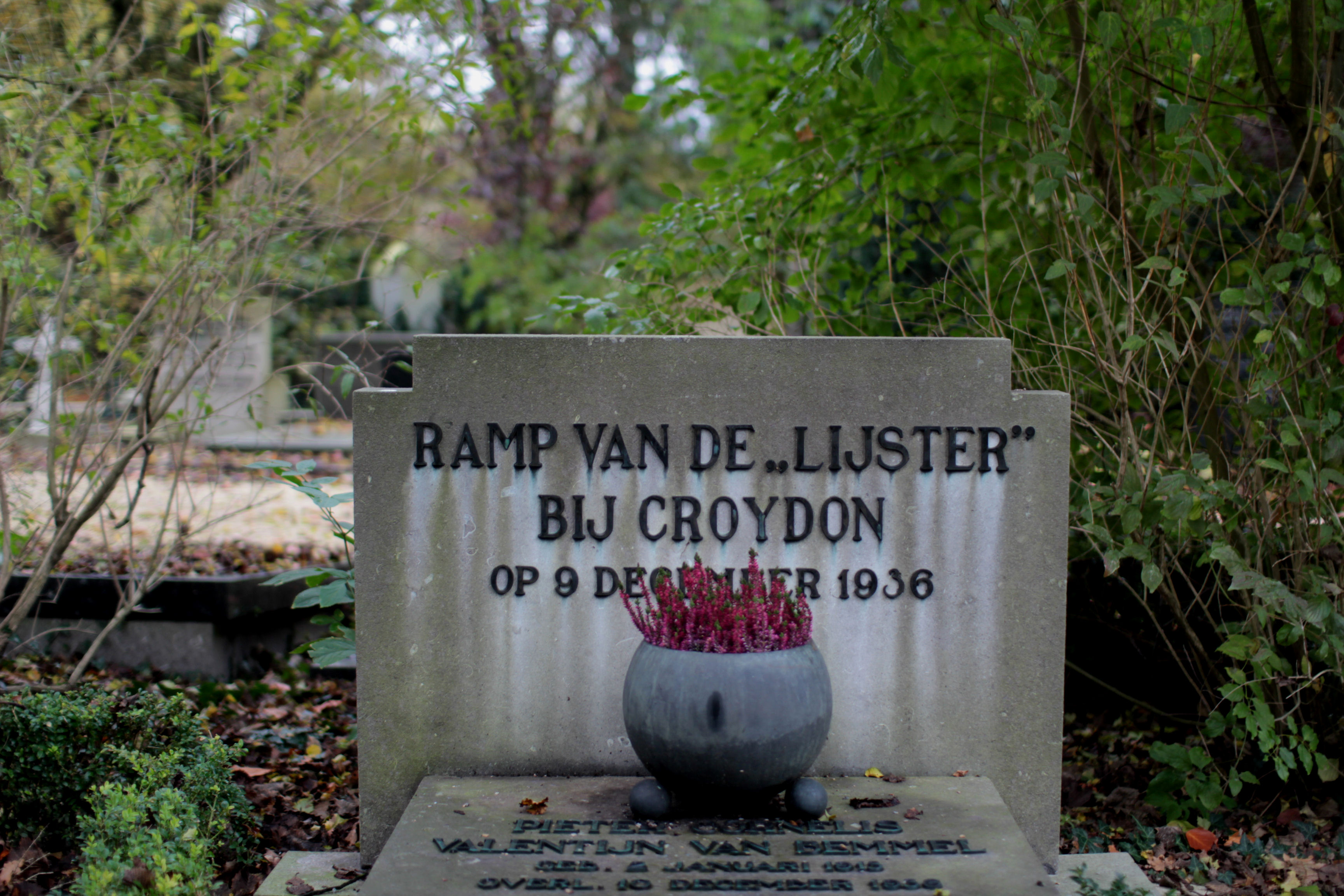
Een grafmonument op de Amsterdamse begraafplaats Zorgvlied. De zerk is enigszins gerecycled; er zijn hier enkele andere personen begraven, op de deksteen is met wat moeite nog de palimpsest te herkennen van de vroegere herdenkingstekst

Onder de doden bevonden zich enkele prominenten: Juan de la Cierva (de uitvinder van de autogiro) en admiraal Arvid Lindman (voormalig premier van Zweden). Slechts twee inzittenden overleefden het ongeluk: stewardess Hilda Bongertman en een Duitse passagier.